# فهرست کلاس‌های ناوشکن نیروی دریایی ایالات متحده آمریکا
نخستین اژدر خودکار در سال ۱۸۶۶ میلادی فرآوری گردید و نخستین کشتی اژدراندز اندکی بعد ساخته شد. در سال ۱۸۹۸ در هنگامه جنگ امریکا- اسپانیا در دریای کارائیب و اقیانوس اطلس، تئودور روزولت معاون وزیر در نیروی دریایی نوشت که تنها تهدید برای نیروی‌های دریایی آمریکا ناوشکن‌های اژدرانداز اسپانیایی است و درخواست شناورهای مشابه را داشت. در ۴ می ۱۸۹۸ کنگره آمریکا، نیروی دریایی را مجاز به داشتن ۱۶ قایق اژدرانداز و ۱۲ کشتی اژدرانداز دانست.

## پیش از جنگ نخست جهانی
در ۱۸۹۸ کنگره مجوز ۱۶ قایق اژدرانداز را صادر کرد که تا ۱۹۰۳ باید این قایق‌ها به ناوگان دریایی می‌پیوستند. نخستین ناوشکن اژدرانداز کلاس بنبرایج دارای دو اژدر و دو توپ ۷۶ میلی‌متری بود.
| نام کلاس             | تعداد شماور | تاریخ آغاز ساخت نخستین شناور | تاریخ آخرین سفارش | یادداشت                                                                                    | منابع                |  |
| -------------------- | ----------- | ---------------------------- | ----------------- | ------------------------------------------------------------------------------------------ | -------------------- |  |
| ناوشکن کلاس بنبرایج  | ۱۳          | ۱۸۹۹                         | ۱۹۰۲              | یکی از ۱۶ ناوشکن اصلی با مجوز کنگره                                                        | [ ۱ ] [ ۲ ] [ ۳ ]    |  |
| ناوشکن کلاس تروکستام | ۳           | ۱۸۹۹                         | ۱۹۰۳              | یکی از ۱۶ ناوشکن اصلی با مجوز کنگره                                                        | [ ۴ ] [ ۵ ] [ ۶ ]    |  |
| ناوشکن کلاس اسمیت    | ۵           | ۱۹۰۸                         | ۱۹۰۹              | به دلیل وزن کم (۷۴۰) تن به پر کاه(flivvers) معروف شده                                      | [ ۷ ] [ ۸ ] [ ۹ ]    |  |
| ناوشکن کلاس پالدینگ  | ۲۱          | ۱۹۰۹                         | ۱۹۱۲              | به دلیل وزن کم (۷۴۰) تن به پر کاه (flivvers) معروف شده                                     | [ ۱۰ ] [ ۱۱ ] [ ۱۲ ] |  |
| ناوشکن کلاس کاسین    | ۴           | ۱۹۱۲                         | ۱۹۱۳              | به دلیل بلندی محل زندگی ملوان‌ها یا وزن آنها با نام عرشته شکسته (broken deckers) معرف بودند | [ ۱۳ ] [ ۱۴ ] [ ۱۵ ] |  |
| ناوشکن کلاس ایلوین   | ۴           | ۱۹۱۲                         | ۱۹۱۴              | به دلیل بلندی محل زندگی ملوان‌ها یا وزن آنها با نام عرشته شکسته (broken deckers) معرف بودند | [ ۱۶ ] [ ۱۷ ] [ ۱۸ ] |  |
| ناوشکن کلاس اوبرین   | ۶           | ۱۹۱۳                         | ۱۹۱۵              | به دلیل بلندی محل زندگی ملوان‌ها یا وزن آنها با نام عرشته شکسته (broken deckers) معرف بودند | [ ۱۹ ] [ ۲۰ ] [ ۲۱ ] |  |
| ناوشکن کلاس توکر     | ۶           | ۱۹۱۴                         | ۱۹۱۶              | به دلیل بلندی محل زندگی ملوان‌ها یا وزن آنها با نام عرشته شکسته (broken deckers) معرف بودند | [ ۲۲ ] [ ۲۳ ] [ ۲۴ ] |  |
| ناوشکن کلاس سمپسان   | ۶           | ۱۹۱۵                         | ۱۹۱۷              | به دلیل بلندی محل زندگی ملوان‌ها یا وزن آنها با نام عرشته شکسته (broken deckers) معرف بودند | [ ۲۵ ] [ ۲۶ ] [ ۲۷ ] |  |

## جنگ جهانی نخست
پیش از ورود ایلات متحده آمریکا به جنگ جهانی اول در سال ۱۹۱۷، به تولید ناوشکن با طراحی جدید با عرشه مسطح(به انگلیسی: flush deckers) پرداخته بود.
| نام کلاس            | تعداد شماور | تاریخ آغاز ساخت نخستین شناور | تاریخ آخرین سفارش | یادداشت | منابع                |  |
| ------------------- | ----------- | ---------------------------- | ----------------- | --- | -------------------- |  |
| ناوشکن کلاس کالدوول | ۶           | ۱۹۱۶                         | ۱۹۲۰              | به دلیل نداشتن سینه‌گاه (کشتی) ناهمتراز، عرشه مسطح (flush deckers) نامیده می‌شد | [ ۲۸ ]               |  |
| ناوشکن کلاس ویکس    | ۱۱۱         | ۱۹۱۷                         | ۱۹۲۱              | به دلیل نداشتن سینه‌گاه (کشتی) ناهمتراز، عرشه مسطح (flush deckers) نامیده می‌شد. گاهی کلاس ویکس به چهار دسته تقسیم می‌شود :نام شکن کلاس ویکس با ۳۸ شناور؛ کلاس کوچک با ۵۲ شناور، کلاس لامبرتون با ۱۱ شناور؛ وکلاس تتنال با ۱۰ کشتی | flushdeck            |  |
| ناوشکن کلاس کلمسان  | ۱۵۶         | ۱۹۱۸                         | ۱۹۲۲              | به دلیل نداشتن سینه‌گاه (کشتی) ناهمتراز، عرشه مسطح (flush deckers) نامیده می‌شد | [ ۲۹ ] [ ۳۰ ] [ ۳۱ ] |  |

## سال‌های میانی دو جنگ جهانی
پس از پایان جنگ جهانی نیاز اندکی برای ناوشکن‌ها موجود احساس می‌شد بنابراین بسیاری از آن‌ها بازنشسته شدند و اژدرهای ۱۴ فروند کشتی پیاده شده و تبدیل به مین‌روب شد. در ۸ سپتامبر ۱۹۲۳، هفت از کشتی‌ها به در سواحل کالیفرنیا به گل نشسته و بزرگترین فاجعه نیروی دریایی در زمان صلح را رقم زدند.
| نام کلاس                  | تعداد شماور | تاریخ آغاز ساخت نخستین شناور | تاریخ آخرین سفارش | یادداشت | منابع                |  |
| ------------------------- | ----------- | ---------------------------- | ----------------- | --- | -------------------- |  |
| ناوشکن کلاس فاراگت (۱۹۳۴) | ۸           | ۱۹۳۲                         | ۱۹۳۵              | به دلیل وزن به نام «۱۵۰۰ تنی» یا به دلیل زیبایی بیشتر نسبت به کلاس‌های دیگر «برگه طلا» (goldplaters) نامیده می‌شد.                                        | [ ۳۲ ]               |  |
| ناوشکن کلاس پرتر          | ۸           | ۱۹۳۳                         | ۱۹۳۷              | نخستین کشتی ۱۸۵۰ تنی معرف به رهبران (leaders) | [ ۳۳ ]               |  |
| ناوشکن کلاس ماهان         | ۱۸          | ۱۹۳۴                         | ۱۹۳۷              | نخستین شناور ۱۵۰۰ تنی با پیش ران پرفشارو حرارت بالا. دو تا از آخرین کشتی‌های کلاس ماهان گاهی در کلاس دانلپ طبقه‌بندی می‌شوند.                              | [ ۳۴ ]               |  |
| ناوشکن کلاس گریدلی        | 4           | 1935                         | 1938              | Repeat 1500 tonners built by Bethlehem Steel. | [ ۳۶ ]               |  |
| ناوشکن کلاس بگلی          | 8           | 1935                         | 1937              | Repeat 1500 tonners similar to the Mahan class. | [ ۳۷ ]               |  |
| ناوشکن کلاس سامرس         | 5           | 1935                         | 1939              | Repeat 1850-ton leaders modified from the Porter-class design.                                                                                          | [ ۳۸ ] [ ۳۹ ] [ ۴۰ ] |  |
| ناوشکن کلاس بنهام         | 10          | 1936                         | 1939              | The last 1500 tonners. | [ ۴۱ ]               |  |
| ناوشکن کلاس سیمس          | 12          | 1937                         | 1940              | The first U.S. Navy destroyer class unconstrained by treaty limitations.                                                                                | [ ۴۲ ]               |  |
| ناوشکن کلاس گلیوز         | 66          | 1938                         | 1943              | A "split powerplant" modification of the Sims class. Gleaves class was originally divided into the Livermore (24 ships) and Bristol (42 ships) classes. | [ ۴۴ ]               |  |
| ناوشکن کلاس بنسان         | 30          | 1938                         | 1943              | Bethlehem design similar to and built concurrent with the Gleaves class.                                                                                | [ ۴۵ ]               |  |

## جنگ جهانی دوم
در ۷ دسامبر ۱۹۴۱ روزی که ایالات متحده وارد جنگ جهانی دوم شد نیروی دریایی این کشور دارای ۱۰۰ ناوشکن با عمر هفت سال یا کمتر بود. از این تعداد ۲۷ فروند ناوشکن کلاس بنسان و ناوشکن کلاس گلیوز بوده، ولی هیچ‌یک دارای اژدری قابل مقایسه با اژدر تیپ ۹۳ نبود که اژدر نیروی دریایی امپراتوری ژاپن بوده.
| نام کلاس           | تعداد شماور | تاریخ آغاز ساخت نخستین شناور | تاریخ آخرین سفارش | یادداشت | منابع         |  |
| ------------------ | ----------- | ---------------------------- | ----------------- | --- | ------------- |  |
| ناوشکن کلاس فلچر   | ۱۷۵         | ۱۹۴۱                         | ۱۹۴۴              | نخستین ناوشکن بزرگ ایالات متحده با بیشترین تعداد در جنگ‌های دریایی                                                                      | [ ۴۶ ]        |  |
| ناوشکن کلاس سامنر  | ۵۸          | ۱۹۴۳                         | ۱۹۴۶              | یک کشتی بر اساس طرح فلچر با شش توپ، ۷۰ فروند از آن‌ها آغاز به ساخت شد ولی ۱۲ فروند در کلاس روبرت اچ. اسمیت ناوشکن مین‌گذار به پایان رسید | [ ۴۷ ] [ ۴۸ ] |  |
| ناوشکن کلاس جیرینگ | ۹۸          | ۱۹۴۴                         | ۱۹۵۲              | نسخه «بدنه کشیده» ناوشکن کلاس سامنر | [ ۴۹ ]        |  |

## تصاویر

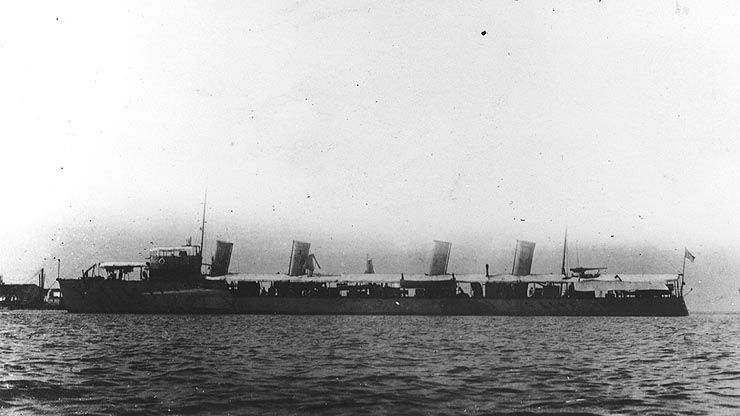
نخستین ناوشکن نیروی دریایی ایالات متحده آمریکا، ناوشکن کلاس بنبرایج، سال‌های ۱۹۱۵–۱۹۱۶ میلادی

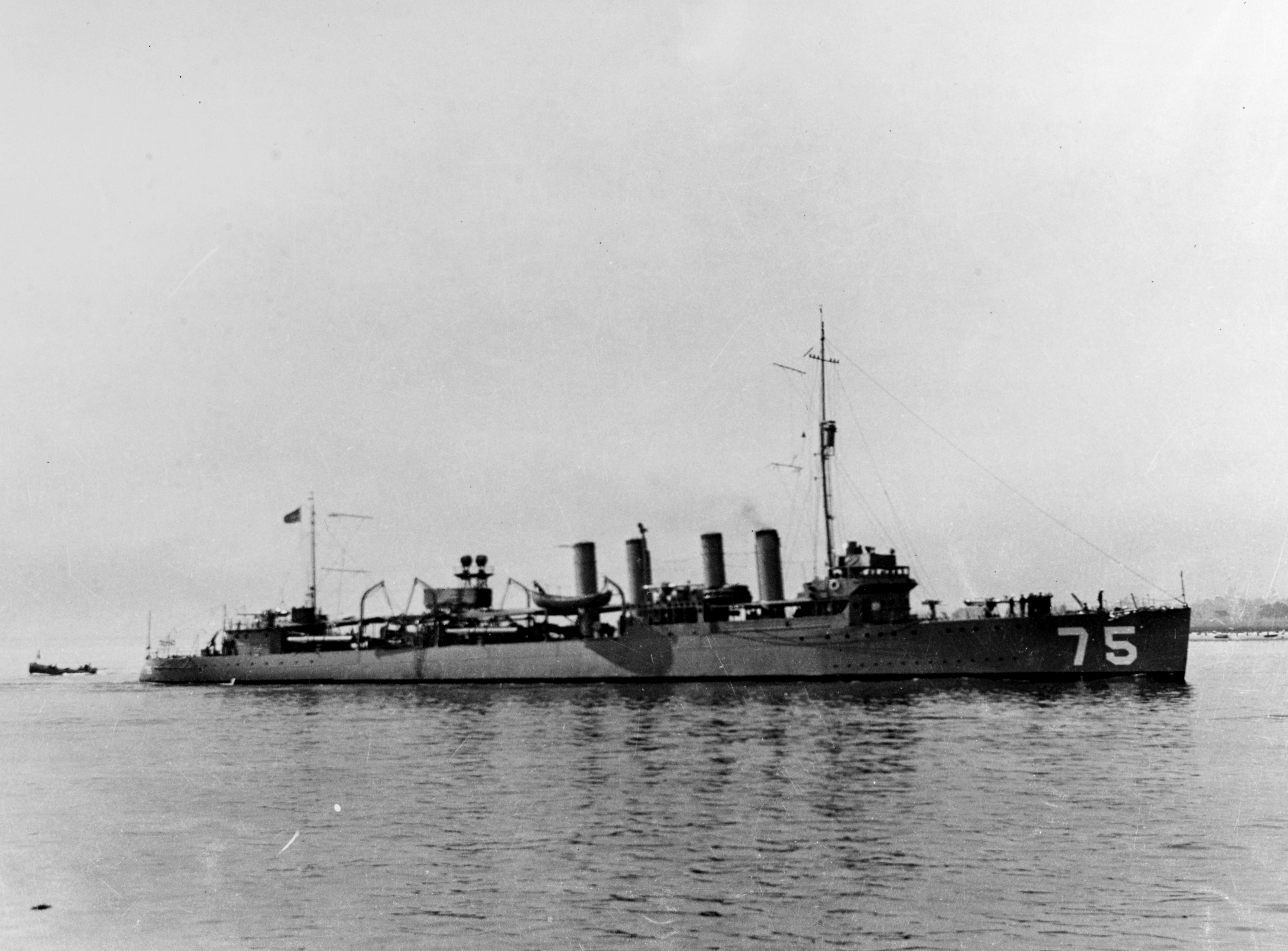
یواس‌اس ویکس (دی‌دی-۷۵) در بندر حوالی سال‌های ۱۹۲۰.

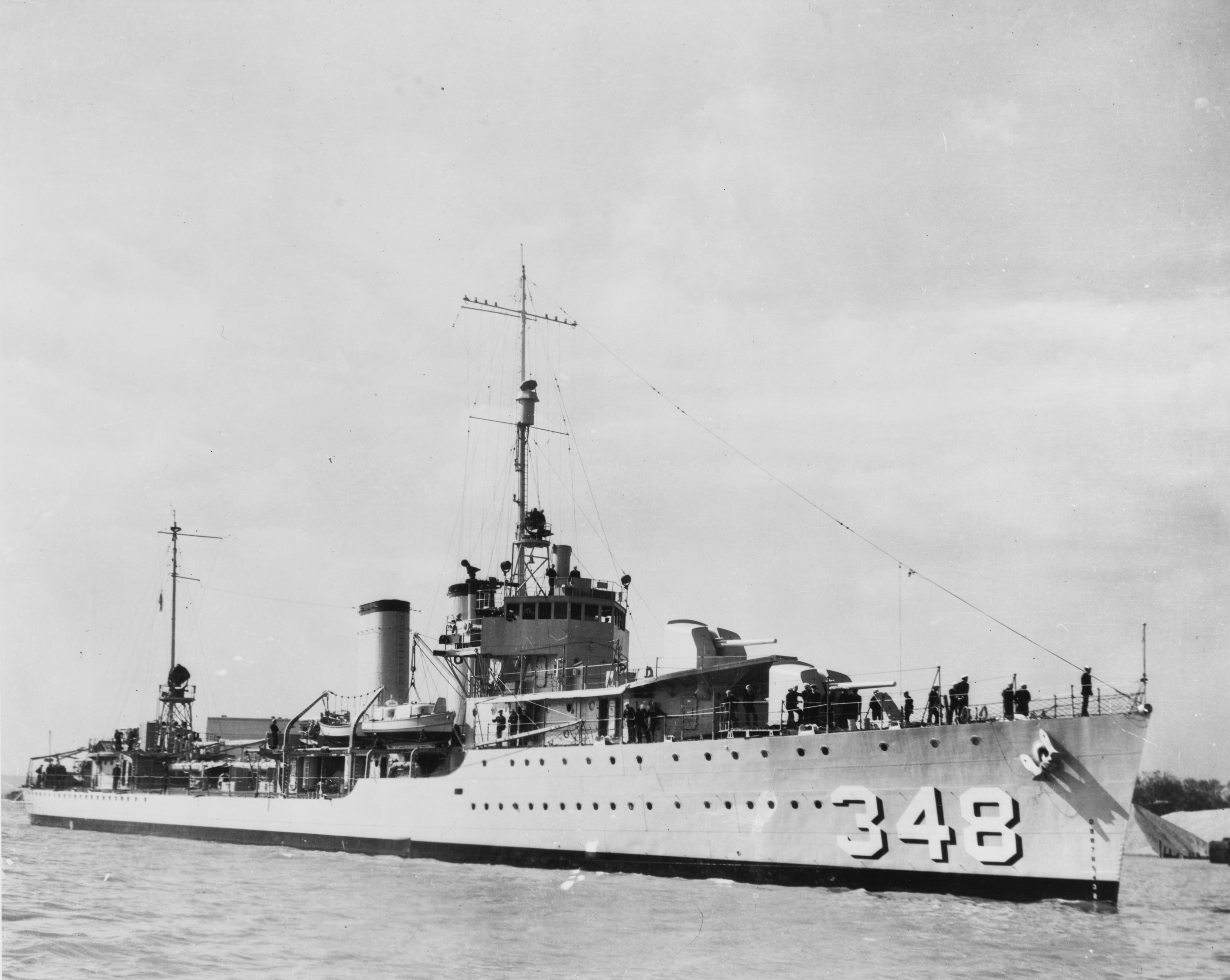
یواس‌اس فاراگات (دی‌دی-۳۴۸), یک ناوشکن کلاس فاراگت حوالی ۱۹۳۵.

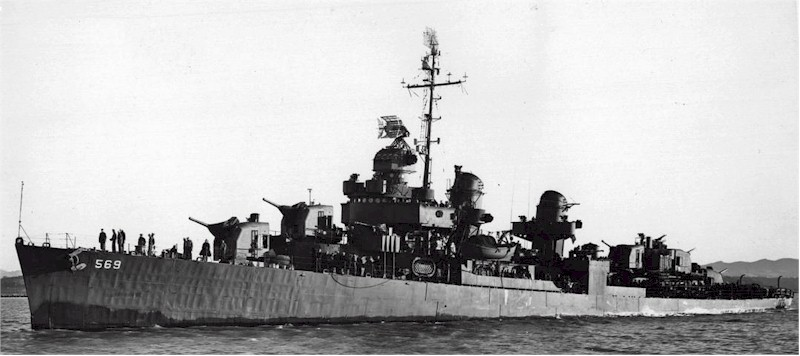
یواس‌اس اولیک (دی‌دی-۵۶۹) ۲۴ فوریه ۱۹۴۵.

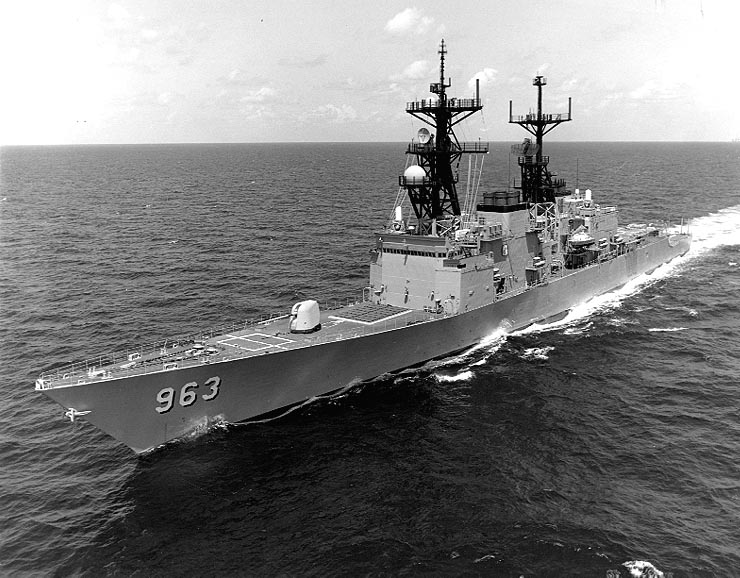
ناوشکن کلاس اسپرانس در ۱۹۸۷.

## جنگ سرد و پس از آن
| نام کلاس                  | تعداد شناور      | تاریخ آغاز ساخت نخستین شناور | تاریخ آخرین سفارش | یادداشت | منابع                |                                                       |
| ------------------------- | ---------------- | ---------------------------- | ----------------- | --- | -------------------- | ----------------------------------------------------- |
| ناوشکن کلاس میسچر         | 4                | 1949                         | 1954              | Originally designated "destroyer leader".                                                                               | [ ۵۰ ]               |                                                       |
| فارست شرمان               | ۱۸               | ۱۹۵۳                         | ۱۹۵۹              | بر اساس طراحی فلچر | [ ۵۱ ] [ ۵۲ ] [ ۵۳ ] |                                                       |
| ناوشکن کلاس فراگات (۱۹۵۸) | 10               | 1956                         | 1961              | Originally designated "destroyer leader". The Farragut class of the Cold War was also called the Coontz class.          | [ ۵۴ ]               |                                                       |
| چالز اف آدامز             | ۲۳               | ۱۹۵۷                         | ۱۹۶۴              | بر اساس ناوشکن فارست شرمان به اضافه موشک‌های هدایت شونده                                                                 | [ ۵۵ ]               |                                                       |
| ناوشکن کلاس اسپرانس       | ۳۱               | ۱۹۷۲                         | ۱۹۸۳              | نخستین کشتی نیروی دریایی با توربین گازی                                                                                 | [ ۵۶ ]               |                                                       |
| ناوشکن کلاس کوروش         | ۴                | ۱۹۷۸                         | ۱۹۸۲              | کلاس کید بر اساس کلاس اسپرانس ساخته شده ولی طراحی چندمنظوره پیشرفته تری داشته و در اصل برای نیروی دریایی ایران ساخته شد | [ ۵۷ ]               |                                                       |
| آریگ بورک                 | 66 (11+ planned) | ۱۹۸۸                         |                   | در حال ساخت، نخستین کشتی که به نام فرد زنده ای نامیده شد                                                                | [ ۵۸ ] [ ۵۹ ] [ ۶۰ ] |                                                       |
| ناوشکن کلاس زاموالت       | ۳                | ۲۰۰۸                         |                   | در حال ساخت | [ ۶۱ ]               | پرونده:Future USS Zumwalt's first underway at sea.jpg |